# ريتش براين
براين إيمانويل سووارنو (ولد في 4 سبتمبر 1999) والمعروف مهنيًا باسم ريتش براين (بالإنجليزية: Rich Brian)‏ وسابقًا باسم ريتش تشيغا، هو مغني راب ومغني وكاتب أغاني ومنتج تسجيل إندونيسي. عُرف بأغنيته المشهورة الأولى"دات ستيك"، والتي تم إصدارها لأول مرة في مارس 2016 على ساوند كلاود. تم اعتماد الأغنية لاحقًا من قبل رابطة صناعة التسجيلات الأمريكية. تم إصدار ألبوم استوديوه الأول، آمين، في فبراير 2018، وحقق المرتبة 18 في ترتيب بيلبورد 200 للأبومات الولايات المتحدة. ألبوم استوديو ريتش براين الثاني، ذا سيلور، تم إصداره في 26 يوليو 2019.

## روابط خارجية
- ريتش براين على موقع IMDb (الإنجليزية)
- ريتش براين على موقع روتن توميتوز (الإنجليزية)
- ريتش براين على موقع ميوزك برينز (الإنجليزية)
- ريتش براين على موقع أول ميوزيك (الإنجليزية)
- ريتش براين على موقع ديسكوغز (الإنجليزية)
- ريتش براين على موقع ديسكوغز (الإنجليزية)
- ريتش براين على موقع ديسكوغز (الإنجليزية)